# Orchesia parvula
Orchesia parvula là một loài bọ cánh cứng trong họ Melandryidae. Loài này được Solier miêu tả khoa học năm 1851.